# Skała Tarpejska

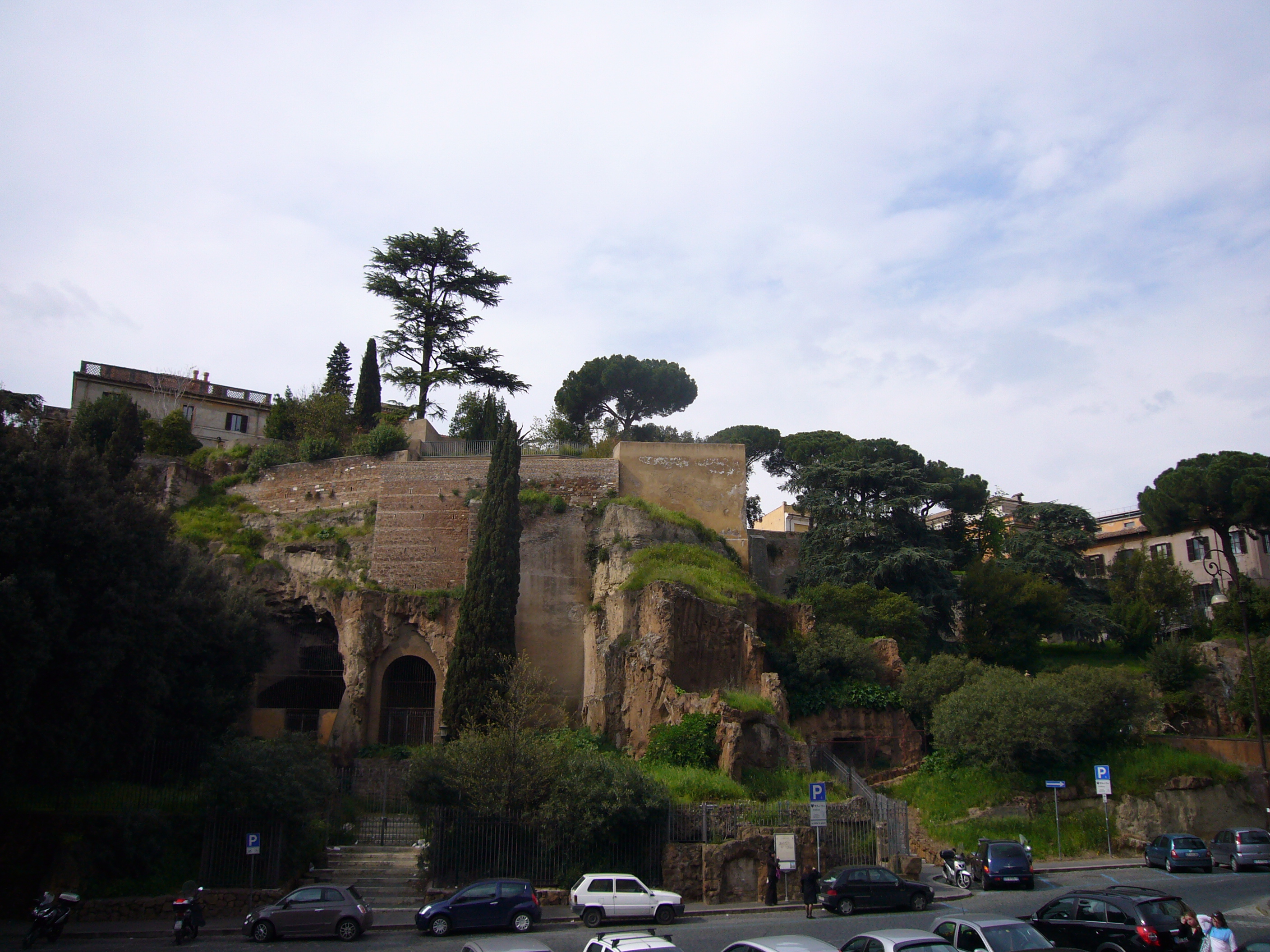
Skała Tarpejska

Skała Tarpejska (łac. saxum Tarpeium, mons Tarpeius) – urwiste zbocze w południowej części Kapitolu rzymskiego. W starożytności miejsce skąd strącano w przepaść przestępców skazanych za złożenie fałszywego świadectwa, zgodnie z prawem XII Tablic Rzymskich.
Według legendy nazwa pochodzi od Tarpei, córki wodza rzymskiego Tarpejusa, który kierował obroną Kapitolu w czasie wojny z Sabinami. Dziewczyna zakochała się w wodzu Sabinów – Tytusie Tacjuszu, któremu obiecała wydać obrońców Kapitolu w zamian za obietnicę małżeństwa i to co Sabinowie "mieli na lewych rękach". Chodziło o złote naramienniki, jednak Sabinowie, po opanowaniu Kapitolu, zarzucili Tarpeję trzymanymi w lewych rękach tarczami i zabili ją.
Na pamiątkę zdrady Tarpei ze Skały Tarpejskiej Rzymianie zrzucali winnych krzywoprzysięstwa, cudzołóstwa i zdrady stanu. Ze Skały Tarpejskiej zrzucani byli także niewolnicy, którzy popełnili delikt kradzieży (furtum).